# Tour de Postnikov
Pour les articles homonymes, voir Postnikov.

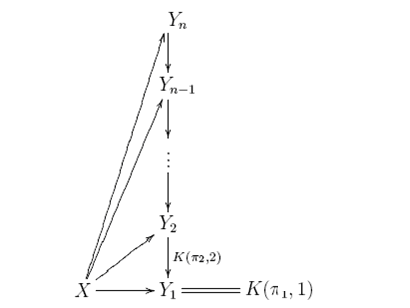
Diagramme présentant une Tour de Postnikov

En théorie de l'homotopie, une branche de la topologie algébrique, une tour de Postnikov (ou système de Postnikov) est un objet permettant de reconstruire un espace topologique à partir de ses groupes d'homotopie.

## Définition
Une tour de Postnikov pour un espace X connexe par arcs est un morphisme de X vers une suite d'espaces et d'applications continues, …→ Xn →…→ X1→ X0, tel que
- chaque application X→Xn induit des isomorphismes des πk pour k ≤ n ;
- πk(Xn) = 0 pour k > n.

## Propriétés
Tout CW-complexe connexe possède une telle « tour ».
On peut de proche en proche remplacer chaque application Xn→Xn – 1 par une fibration, dont la fibre est un espace d'Eilenberg-MacLane K(πn(X), n), d'après sa longue suite exacte d'homotopie. L'application de X dans la limite projective des Xn est alors une équivalence faible d'homotopie.
Le CW-complexe connexe X possède une tour de Postnikov de fibrations principales si et seulement si l'action de π1(X) sur les πn(X) (n > 1) est triviale.